# Catoptria spatulelloides
Catoptria spatulelloides es una especie de polilla, que se encuentra en Italia.